# Goya a la millor cançó original
El Premi Goya a la millor cançó original és un dels 28 premis Goya que s'atorguen anualment. És concedit des de la XVa. edició l'any 2000.

## Nominats i guanyadors

### Dècada del 2020
| Guanyador             | Candidats                                                               | |
| XXXIX edició - 2025   | XXXIX edició - 2025                                                     | XXXIX edició - 2025 |
| --------------------- | ----------------------------------------------------------------------- | --- |
|                       |                                                                         | - "Show Me" per Fernando Velázquez (Buffalo Kids) - "El borde del mundo" per Valeria Castro (El 47) - "Los almendros" per Antón Álvarez, Yerai Cortés (La guitarra flamenca de Yerai Cortés) - "La virgen roja" per Maria Arnal (La virgen roja) - "Love Is the Worst" per Alondra Bentley, Isaki Lacuesta (Segundo premio)                                              |
| XXXVIII edició - 2024 |                                                                         | |
|                       | Rigoberta Bandini per Te estoy amando locamente ("Yo solo quiero amor") | - Xoel López per Amigos hasta la muerte ("Eco") - Marina Herlop per Chinas ("Chinas") - Álvaro B. Baglietto, Guille Galván, David García, Jorge González, Valeria Castro, Juan Pedro Martín i Juanma Latorre per El amor de Andrea ("El amor de Andrea") - Sergio Bertrán i Fernando Moresi Haberman per La imatge permanent ("La gallinita")                            |
| XXXVII edició - 2023  |                                                                         | |
|                       | Joaquín Sabina i Leiva per Sintiéndolo mucho ("Sintiéndolo mucho")      | - Eduardo Cruz i María Rozalén per En los márgenes ("En los márgenes") - Aránzazu Calleja, Maite Arroitajauregui "Mursego" i Paul Urkijo Alijo per Irati ("Izena duena bada") - Paloma Peñarrubia Ruiz i Vanesa Benítez Zamora per La vida chipén ("Un paraíso en el sur") - Joseba Beristain per Unicorn Wars ("Batalla")                                               |
| XXXVI edició - 2022   |                                                                         | |
|                       | María José Llergo per Mediterráneo ("Te espera el mar")                 | - Alejandro García Rodríguez, Antonio Molinero León, Daniel Escortell Blandino, José Manuel Cabrera Escot i Miguel García Cantero per Las leyes de la frontera ("Las leyes de la frontera") - Àngel Leiro, Jean-Paul Dupeyron i Xavier Capellas per Álbum de posguerra ("Burst Out") - Antonio Orozco i Jordi Colell Pinillos per El Cover ("Que me busquen por dentro") |
| XXXV edició - 2021    |                                                                         | |
|                       | María Rozalén per La boda de Rosa ("Que no, que no")                    | - Cherif Badua i Roque Baños per Adú ("Sababoo") - Alejandro Sanz i Alfonso Pérez Arias per El verano que vivimos ("El verano que vivimos") - Carlos Naya per Las niñas ("Lunas de papel") |
| XXXIV edició - 2020   |                                                                         | |
|                       | Javier Ruibal per Intemperie ("Intemperie")                             | - Caroline Pennell, Jussi Ilmari Karvinen (Jussifer) i Justin Tranter per Klaus ("Invisible") - Toni M. Mir per La innocència ("Allí en la arena") - Lorena López Martínez per La noche de las dos lunas ("Nada de las dos lunas de Sergio de la Puente") |

### Dècada del 2010
| Guanyador            | Candidats                                                                      | |
| XXXIII edició - 2019 | XXXIII edició - 2019                                                           | XXXIII edició - 2019 |
| -------------------- | ------------------------------------------------------------------------------ | --- |
|                      | Coque Malla per Campeones ("Este es el momento")                               | - Paco de la Rosa per Carmen y Lola ("Me vas a extrañar") - Roque Baños i Tessy Díez Martín per El hombre que mató a Don Quijote ("Tarde azul de abril") - Javier Limón per Todos lo saben ("Una de esas noches sin final")                                               |
| XXXII edició - 2018  |                                                                                | |
|                      | Leiva per La llamada ("La llamada")                                            | - José Luis Perales per El autor ("Algunas veces") - Alfonso de Vilallonga per La llibreria ("Feeling Lonely on a Sunday Afternoon") - Roque Baños per Zona hostil ("Rap Zona hostil")                                                                                    |
| XXXI edició - 2017   |                                                                                | |
|                      | Sílvia Pérez Cruz per Cerca de tu casa ("Ai, ai, ai")                          | - Luis Ivars per Bollywood Made in Spain ("Descubriendo India") - Zeltia Montes per Frágil equilibrio ("Muerte") - Alejandro Acosta, Cristina Manjón, David Borràs Paronell, Marc Peña Rius i Paco León per KIKI, el amor se hace ("KIKI")                                |
| XXX edició - 2016    |                                                                                | |
|                      | Lucas Vidal i Pablo Alborán per Palmeras en la nieve ("Palmeras en la nieve")  | - Antonio Meliveo per El país del miedo ("So Far and Yet so Close") - Luis Ivars per Matar el tiempo ("Como me mata el tiempo") - Daniel Quiñones Perulero i Miguel Carabante Manzano per Techo y comida ("Techo y comida")                                               |
| XXIX edició - 2015   |                                                                                | |
|                      | India Martínez, Riki Rivera i David Santisteban per El Niño ("Niño sin miedo") | - Fernando Merinero, Luis Ivars i Raúl Marín per Haz de tu vida una obra de arte ("Me ducho en tus besos") - Rafael Arnau per Mortadelo y Filemón contra Jimmy el Cachondo ("Mortadelo y Filemón") - Fernando Velázquez per Ocho apellidos vascos ("No te marches jamás") |
| XXVIII edició - 2014 |                                                                                | |
|                      | Josh Rouse per La gran familia española ("Do You Really Want to Be in Love")   | - Emilio Aragón i Julieta Venegas per Una noche en el viejo México ("Aquí sigo") - Fernando Arduán per Alegrías de Cádiz ("De cerca del mar") - Arón Piper, Pablo Salinas i Cecilia Blanco per 15 años y un día ("Rap 15 años y un día")                                  |
| XXVII edició - 2013  |                                                                                | |
|                      | Pablo Berger i Chicuelo per Blancanieves ("No te puedo encontrar")             | - Alfonso Albacete i Juan Bardem per La banda Picasso ("L'as tu vue?") - Juan Magán per Las aventuras de Tadeo Jones ("Te voy a esperar") - Víctor M. Peinado, Pablo Cervantes i Pablo José Fernández Brenes per Els nens salvatges ("Líneas paralelas")                  |
| XXVI edició - 2012   |                                                                                | |
|                      | Carmen Agredano per La voz dormida ("Nana de la hierbabuena")                  | - Paula Ortiz Álvarez, Avshalom Caspi i Alis Garcia per De tu ventana a la mía ("Debajo del limón") - Pascal Gaigne i Nach per Verbo ("Verbo") - Jorge Pérez Quintero, Borja Jiménez Mérida i Patricio Martín Díaz per Maktub ("Nuestra playa eres tú")                   |
| XXV edició - 2011    |                                                                                | |
|                      | Jorge Drexler per Lope ("Que el soneto nos tome por sorpresa")                 | - Lourdes Hernández per Habitación en Roma ("Loving Strangers") - Rodrigo Cortés i Víctor Reyes per Buried ("In the Lap of the Mountain") - Emilio Aragón per Pájaros de papel ("No se puede vivir con un franco")                                                        |
| XXIV edició - 2010   |                                                                                | |
|                      | Guille Milkyway per Yo, también ("Yo también")                                 | - Tom Cawte per Planet 51 ("Stick It to the Man") - Gorka Hernando Menchaca per Spanish Movie ("Spanish Song") - Xavier Font, Arturo Vacquer, Javier Echániz i Juan Antonio Gil Bengoa per Agallas ("Agallas vs. Escamas")                                                |

### Dècada del 2000
| Guanyador           | Candidats                                                                                 | |
| XXIII edició - 2009 | XXIII edició - 2009                                                                       | XXIII edició - 2009 |
| ------------------- | ----------------------------------------------------------------------------------------- | --- |
|                     | Woulfrank Zannou i El Langui per El truco del manco ("A tientas")                         | - Javier Laguna, José Ángel Taboada i Tony Zenet per Una palabra tuya ("Entre tu balcón y mi ventana") - Raúl Sánchez Zafra i Juan Pablo Compaireddoy per El patio de mi cárcel ("Podemos volar juntos") - Tao Gutiérrez per Retorno a Hansala ("Manousal") |
| XXII edició - 2008  |                                                                                           | |
|                     | Fernando Pinto do Amaral i Carlos do Carmo per Fados ("Fado da saudade")                  | - Rodrigo Cortés i Víctor Reyes per Concursante ("Circus Honey Blues") - Jorge Drexler i David Broza per Cándida ("La vida secreta de las pequeñas cosas") - Daniel Melingo per El niño de barro ("Pequeño paria")                                          |
| XXI edició - 2007   |                                                                                           | |
|                     | Bebe i Lucio Godoy per La educación de las hadas ("Tiempo pequeño")                       | - Alba Gárate per Azuloscurocasinegro ("Imaginarte") - Andrés Calamaro, Javier Limón i David Trueba per Bienvenido a casa ("Duermen los niños") - Juan Bardem i Abdur Rahim per El próximo oriente ("Shockal fire ashe")                                    |
| XX edició - 2006    |                                                                                           | |
|                     | Manu Chao per Princesas ("Me llaman calle")                                               | - Mario Gaitán per Bagdad rap ("Llora por tus miserias") - Eva Gancedo i Yamil per La noche del hermano ("Los malos amores") - Dani Martín per Sinfín ("Laura")                                                                                             |
| XIX edició - 2005   |                                                                                           | |
|                     | Carlinhos Brown i Mateus per El milagro de Candeal ("Zambie mameto")                      | - Javier Ruibal per Atún y chocolate ("Atunes en el paraíso") - Bebe per Incautos ("Corre") - Joaquín Sabina per Isi/Disi - Amor a lo bestia ("La rubia de la cuarta fila")                                                                                 |
| XVIII edició - 2004 |                                                                                           | |
|                     | Chop Suey per My life without me ("Humans Like You")                                      | - Paco Ortega per Atraco a las 3... y media ("Atraco a tu corazón") - José Nieto per Carmen ("Cuando me maten") - Mario de Benito per Cosas de brujas ("Just Sorcery")                                                                                      |
| XVII edició - 2003  |                                                                                           | |
|                     | Roque Baños per Salomé ("Sevillana para Carlos")                                          | - Eva Gancedo i Rasha per Arderás conmigo ("Ojos de gasela") - Emilio Alquézar per Dragon Hill. La colina del dragón ("Un lugar más allá") - Najwa Nimri i Carlos Jean per Guerreros ("Human monkeys")                                                      |
| XVI edició - 2002   |                                                                                           | |
|                     | Luz Casal i Pablo Guerrero per El bosque animado, sentirás su magia ("Tu bosque animado") | - Olga Román per El cielo abierto ("Again") - Eusebio Bonilla i Clara Montes per Sólo mía ("Sólo mía") - Joaquín Sabina per Torrente 2: Misión en Marbella ("Semos diferentes")                                                                             |
| XV edició - 2001    |                                                                                           | |
|                     | Manuel Malou per Fugitivas ("Fugitivas")                                                  | - A. Pérez, Suso Sáiz, Cristina Lliso i Tito Fargo per El arte de morir ("El arte de morir") - Arturo Pérez-Reverte i Abigail Marcet per Gitano ("Gitano") - Ismael Serrano per Km 0 ("Km 0")                                                               |

## Estadístiques

### Músics/lletristes amb més premis
- 2 premis: Leiva (2 nominacions)

### Músics/lletristes amb més nominacions
- 4 nominacions: Roque Baños (1 premi)
- 3 nominacions: Joaquín Sabina (1 premi)
- 3 nominacions: Luis Ivars (0 premis)
- 2 nominacions: Leiva (2 premis)
- 2 nominacions: Bebe (1 premi)
- 2 nominacions: Jorge Drexler (1 premi)
- 2 nominacions: Javier Ruibal (1 premi)
- 2 nominacions: Rozalén (1 premi)
- 2 nominacions: Emilio Aragón (0 premis)
- 2 nominacions: Juan Bardem (0 premis)
- 2 nominacions: Rodrigo Cortés (0 premis)
- 2 nominacions: Eva Gancedo (0 premis)
- 2 nominacions: Javier Limón (0 premis)
- 2 nominacions: Víctor Reyes (0 premis)